# Bram Stoker Award
Der Bram Stoker Award ist ein Literaturpreis, der von der Horror Writers Association (HWA) seit 1987 jährlich für außergewöhnliche Beiträge zur Horrorliteratur verliehen wird. Die Gewinner werden per Wahl von den Mitgliedern der HWA bestimmt. Der Name wurde zum Gedenken an Bram Stoker, den Autor des Romans Dracula, gewählt.
Einigen Mitgliedern der HWA, einschließlich Dean Koontz, widerstrebte es zunächst, eine solche Auszeichnung ins Leben zu rufen, da man fürchtete, dass dies zu Konkurrenzverhalten führen könnte. Daher einigte man sich, insbesondere neue und bislang vernachlässigte Autoren zu würdigen. Außerdem sollte nicht nur ein Autor als „Bester des Jahres“, sondern es sollen herausragende Leistungen auf verschiedenen Gebieten geehrt werden.

## Kategorien
Aktuell vergebene Kategorien:
- Life Achievement: Lebenswerk (seit 1988)
- Novel: Roman (seit 1988)
- First Novel: Romanerstling (seit 1988)
- Short Fiction/Short Story: Kurzgeschichte (seit 1988)
- Collection: Sammlung (seit 1988)
- Nonfiction Book: Sachbuch (seit 1988)
- Long Fiction/Novella: Kurzroman (seit 1990)
- Anthology: Anthologie (seit 1999)
- Comic Book, Graphic Novel or Other Illustrated Narrative: Comic, graphischer Roman und illustrierte Erzählung (seit 1999)
- Screenplay: Film (seit 1999)
- Poetry Collection: Gedichtsammlung (seit 2001)
- Young-Adult Novel: Roman für Jugendliche (seit 2012)

Nicht mehr vergeben:
- Novelette: Erzählung (1988–1997)
- Other Media: andere Medien (1994–2001)
- Specialty Press Award: Sonderpreis für Zeitschriften (1998–2016)
- Work For Younger Readers: Kinder- und Jugendbuch (1999–2005)
- Alternative Forms: andere Formen (2002–2005)
- Silver Hammer Award (2013–2016)
- Mentor Award (2015–2016)

Unregelmäßig vergebene Sonderpreise:
- Special Trustee Award: Sonderpreis des Kuratoriums
- President’s Award: Sonderpreis des Präsidenten

## Liste der Preisträger
Die folgenden Listen führen chronologisch absteigend die Preisträger nach Kategorien bzw. Spezialpreisen auf. Zu den Preisträgern und Nominierten der einzelnen Jahre siehe die Links am Ende dieses Artikels.
Mehrfachvergabe in einem Jahr wird durch einen trennenden Schrägstrich („/“) angezeigt.

### Life Achievement (Lebenswerk)
- 2023 Elizabeth Massie
- 2023 Nuzo Onoh
- 2023 John Saul
- 2022 Jo Felthcer
- 2022 Nancy Holder
- 2022 Kōji Suzuki
- 2021 Carol J. Clover
- 2021 Jewelle Gomez
- 2021 Marge Simon
- 2020 Owl Goingback
- 2020 Thomas Lingotti
- 2019 Graham Masterton
- 2018 Linda Addison
- 2017 Dennis Etchison
- 2017 Thomas F. Monteleone
- 2016 George A. Romero
- 2016 Alan Moore
- 2015 Tanith Lee
- 2015 Jack Ketchum
- 2014 Stephen Jones
- 2014 R. L. Stine
- 2013 Clive Barker
- 2013 Robert R. McCammon
- 2012 Joe R. Lansdale
- 2012 Rick Hautala
- 2011 Ellen Datlow
- 2011 Al Feldstein
- 2010 William F. Nolan
- 2010 Brian Lumley
- 2009 Chelsea Quinn Yarbro
- 2009 F. Paul Wilson
- 2008 Robert Weinberg
- 2008 John Carpenter
- 2007 Thomas Harris
- 2006 Peter Straub
- 2005 Michael Moorcock
- 2004 Anne Rice
- 2004 Martin H. Greenberg
- 2003 J. N. Williamson
- 2003 Stephen King
- 2002 John Farris
- 2001 Nigel Kneale
- 2000 Charles L. Grant
- 2000 Edward Gorey
- 1999 Roger Corman
- 1999 Ramsey Campbell
- 1998 William Peter Blatty
- 1998 Jack Williamson
- 1997 Ira Levin
- 1997 Forrest J Ackerman
- 1996 Harlan Ellison
- 1995 Christopher Lee
- 1994 Joyce Carol Oates
- 1993 Ray Russell
- 1992 Gahan Wilson
- 1991 Richard Matheson
- 1991 Hugh B. Cave
- 1989 Ray Bradbury
- 1989 R. Chetwynd-Hayes
- 1988 Clifford D. Simak
- 1988 Frank Belknap Long
- 1988 Fritz Leiber

### Novel (Roman)
- 2020 Owl Goingback: Coyote Rage
- 2019 Paul Tremblay: The Cabin at the End of the World
- 2018 Christopher Golden: Ararat
- 2017 John Langan: The Fisherman
- 2016 Paul Tremblay: A Head Full of Ghosts
- 2015 Steve Rasnic Tem: Blood Kin
- 2014 Stephen King: Doctor Sleep
- 2013 Caitlín R. Kiernan: The Drowning Girl
- 2012 Joe McKinney: Flesh Eaters
- 2011 Peter Straub: A Dark Matter
- 2010 Sarah Langan: Audrey's Door
- 2009 Stephen King: Duma Key
- 2008 Sarah Langan: The Missing
- 2007 Stephen King: Lisey's Story
- 2006 David Morrell: Creepers / Charlee Jacob: Dread in the Beast
- 2005 Peter Straub: In the Night Room
- 2004 Peter Straub: lost boy lost girl
- 2003 Tom Piccirilli: The Night Class
- 2002 Neil Gaiman: American Gods
- 2001 Richard Laymon: The Traveling Vampire Show
- 2000 Peter Straub: Mr. X
- 1999 Stephen King: Bag of Bones
- 1998 Janet Berliner & George Guthridge: Children of the Dusk
- 1997 Stephen King: The Green Mile
- 1996 Joyce Carol Oates: Zombie
- 1995 Nancy Holder: Dead in the Water
- 1994 Peter Straub: The Throat
- 1993 Thomas F. Monteleone: Blood of the Lamb
- 1992 Robert R. McCammon: Boy's Life
- 1991 Robert R. McCammon: Mine
- 1990 Dan Simmons: Carrion Comfort
- 1989 Thomas Harris: The Silence of the Lambs
- 1988 Stephen King: Misery / Robert R. McCammon: Swan Song

### First Novel (Romanerstling)
- 2020 Sarah Read: The Bone Weaver’s Orchard
- 2019 Gwendolyn Kiste: The Rust Maidens
- 2018 Robert Payne Cabeen: Cold Cuts
- 2017 Tom Deady: Haven
- 2016 Nicole Cushing: Mr. Suicide
- 2015 Maria Alexander: Mr. Wicker
- 2014 Rena Mason: The Evolutionist
- 2013 L. L. Soares: Life Rage
- 2012 Allyson Bird: Isis Unbound
- 2011 Benjamin Kane Ethridge: Black and Orange / Lisa Morton: Castle of Los Angeles
- 2010 Hank Schwaeble: Damnable
- 2009 Lisa Mannetti: The Gentling Box
- 2008 Joe Hill: Heart-Shaped Box
- 2007 Jonathan Maberry: Ghost Road Blues
- 2006 Weston Ochse: Scarecrow Gods
- 2005 Lee Thomas: Stained / John Everson: Covenant
- 2004 Brian Keene: The Rising
- 2003 Alice Sebold: The Lovely Bones
- 2002 Michael Oliveri: Deadliest of the Species
- 2001 Brian A. Hopkins: The Licking Valley Coon Hunters Club
- 2000 J. G. Passarella: Wither
- 1999 Michael Marano: Dawn Song
- 1998 Kirsten Bakis: Lives of the Monster Dogs
- 1997 Owl Goingback: Crota
- 1996 Lucy Taylor: The Safety of Unknown Cities
- 1995 Michael Arnzen: Grave Markings
- 1994 Nina Kiriki Hoffman: The Thread That Binds the Bones
- 1993 Elizabeth Massie: Sineater
- 1992 Melanie Tem: Prodigal / Kathe Koja: The Cipher
- 1991 Bentley Little: The Revelation
- 1990 Nancy A. Collins: Sunglasses After Dark
- 1989 Kelley Wilde: The Suiting
- 1988 Lisa W. Cantrell: The Manse

### Young-Adult Novel (Roman für Jugendliche)
- 2020 Nzondi: Oware Mosaic
- 2019 Kiersten White: The Dark Descent of Elizabeth Frankenstein
- 2018 Kim Liggett: The Last Harvest
- 2017 Maria Alexander: Snowed
- 2016 John Dixon Devil's Pocket
- 2015 John Dixon: Phoenix Island
- 2014 Joe McKinney: Dog Days
- 2013 Jonathan Maberry: Flesh & Bone
- 2012 Nancy Holder: The Screaming Season / Jonathan Maberry: Dust & Decay

### Long Fiction/Novella (Kurzroman)
- 2020 Victor LaValle: Up from Slavery
- 2019 Rena Mason: The Devil's Throat
- 2018 Stephen Graham Jones: Mapping the Interior
- 2017 Tim Waggoner: The Winter Box
- 2016 Mercedes M. Yardley: Little Dead Red
- 2015 Joe R. Lansdale: Fishing for Dinosaurs
- 2014 Gary Braunbeck: The Great Pity
- 2013 Gene O’Neill: The Blue Heron
- 2012 Peter Straub: The Ballad of Ballard and Sandrine
- 2011 Norman Prentiss: Invisible Fences
- 2010 Lisa Morton: The Lucid Dreaming
- 2009 John R. Little: Miranda
- 2008 Gary Braunbeck: Afterward, There Will Be a Hallway
- 2007 Norman Partridge: Dark Harvest
- 2006 Joe Hill: Best New Horror
- 2005 Kealan-Patrick Burke: The Turtle Boy
- 2004 Jack Ketchum: Closing Time
- 2003 Brian A. Hopkins: El Dia de los Muertos / Thomas Ligotti: My Work Is Not Yet Done
- 2002 Steve Rasnic Tem: In These Final Days of Sales
- 2001 Steve Rasnic Tem & Melanie Tem: The Man on the Ceiling
- 2000 Brian A. Hopkins: Five Days in April / Joe R. Lansdale: Mad Dog Summer
- 1999 Peter Straub: Mr. Clubb and Mr. Cuff
- 1998 Joe R. Lansdale: The Big Blow
- 1994 Harlan Ellison: Mefisto in Onyx / Jack Cady: The Night We Buried Road Dog
- 1992 David Morrell: The Beautiful Uncut Hair of Graves
- 1991 Elizabeth Massie: Stephen
- 1990 Joe R. Lansdale: On the Far Side of the Cadillac Desert with Dead Folks

### Novelette (Erzählung)
- 1997 Thomas Ligotti: The Red Tower
- 1996 Stephen King: Lunch at the Gotham Café
- 1995 Robert Bloch: The Scent Of Vinegar
- 1994 Dan Simmons: Death in Bangkok
- 1993 Joe R. Lansdale: The Events Concerning a Nude Fold-Out Found in a Harlequin Romance / Stephen Bissette: Aliens: Tribes
- 1989 David Morrell: Orange Is For Anguish, Blue Is for Insanity
- 1988 Alan Rodgers: The Boy Who Came Back from the Dead / George R. R. Martin: The Pear-Shaped Man

### Short Fiction/Short Story (Kurzgeschichte)
- 2020 Gwendolyn Kiste: The Eight People Who Murdered Me (Excerpt from Lucy Westenra’s Diary)
- 2019 Jess Landry: Mutter
- 2018 Lisa Mannetti: Apocalypse Then
- 2017 Joyce Carol Oates: The Crawl Space
- 2016 John Palisano: Happy Joe's Rest Stop
- 2015 Usman T. Malik: The Vaporization Enthalpy of a Peculiar Pakistani Family / Rena Mason: Ruminations
- 2014 David Gerrold: Night Train to Paris
- 2013 Lucy A. Snyder: Magdala Amygdala
- 2012 Stephen King: Herman Wouk Is Still Alive
- 2011 Joe R. Lansdale: The Folding Man
- 2010 Norman Prentiss: In the Porches of My Ears
- 2009 Sarah Langan: The Lost
- 2008 David Niall Wilson: The Gentle Brush of Wings
- 2007 Lisa Morton: Tested
- 2006 Gary Braunbeck: We Now Pause for Station Identification
- 2005 Nancy Etchemendy: Nimitseahpah
- 2004 Gary A. Braunbeck: Duty
- 2003 Tom Piccirilli: The Misfit Child Grows Fat on Despair
- 2002 Tim Lebbon: Reconstructing Amy
- 2001 Jack Ketchum: Gone
- 2000 F. Paul Wilson: Aftershock
- 1999 Bruce Holland Rogers: The Dead Boy at Your Window
- 1998 Edo van Belkom & David Nickle: Rat Food
- 1997 P. D. Cacek: Metalica
- 1996 Harlan Ellison: Chatting with Anubis
- 1995 Nancy Holder: Cafe Endless: Spring Rain / Jack Ketchum: The Box
- 1994 Nancy Holder: I Hear the Mermaids Singing
- 1993 Dan Simmons: This Year's Class Picture
- 1992 Nancy Holder: Lady Madonna
- 1991 David B. Silva: The Calling
- 1990 Robert R. McCammon: Eat Me
- 1989 Joe R. Lansdale: Night They Missed the Horror Show
- 1988 Robert R. McCammon: The Deep End

### Collection (Sammlung)
- 2020 Paul Tremblay: Growing Things and Other Stories
- 2019 Eric J. Guignard: That Which Grows Wild
- 2018 Joe Hill: Strange Weather
- 2017 Joyce Carol Oates: The Doll-Master and Other Tales of Terror
- 2016 Lucy A. Snyder: While the Black Stars Burn
- 2015 Lucy A. Snyder: Soft Apocalypses
- 2014 Laird Barron: The Beautiful Thing That Awaits Us All and Other Stories
- 2013 Joyce Carol Oates: Black Dahlia and White Rose: Stories / Mort Castle: New Moon on the Water
- 2012 Joyce Carol Oates: The Corn Maiden and Other Nightmares
- 2011 Stephen King: Full Dark, No Stars
- 2010 Gene O’Neill: A Taste of Tenderloin
- 2009 Stephen King: Just After Sunset
- 2008 Michael A. Arnzen: Proverbs for Monsters / Peter Straub: 5 Stories
- 2007 Gary A. Braunbeck: Destinations Unknown
- 2006 Joe Hill: 20th Century Ghosts
- 2005 Thomas F. Monteleone: Fearful Symmetries
- 2004 Jack Ketchum: Peaceable Kingdom
- 2003 Ray Bradbury: One More for the Road
- 2002 Norman Partridge: The Man with the Barbed-Wire Fists
- 2001 Peter Straub: Magic Terror: Seven Tales
- 2000 Douglas Clegg: The Nightmare Chronicles
- 1999 John Shirley: Black Butterflies: A Flock on the Dark Side
- 1998 Karl Edward Wagner: Exorcisms and Ecstasies
- 1997 Thomas Ligotti: The Nightmare Factory
- 1996 Jonathan Carroll: The Panic Hand
- 1995 Robert Bloch: The Early Fears
- 1994 Ramsey Campbell: Alone with the Horrors
- 1993 Norman Partridge: Mr. Fox and Other Feral Tales
- 1992 Dan Simmons: Prayers to Broken Stones
- 1991 Stephen King: Four Past Midnight
- 1990 Richard Matheson: Richard Matheson: Collected Stories
- 1989 Charles Beaumont, Roger Anker (Hrsg.): Charles Beaumont: Selected Stories
- 1988 Harlan Ellison: The Essential Ellison

### Anthology (Anthologie)
- 2020 Ellen Datlow (Hrsg.): Echoes: The Saga Anthology of Ghost Stories
- 2019 Ellen Datlow (Hrsg.): The Devil and the Deep
- 2018 Doug Murano (Hrsg.): Behold!: Oddities, Curiosities and Undefinable Wonders
- 2017 Oliva F. Monteleone & Thomas F. Monteleone (Hrsg.): Borderlands 6
- 2016 Michael Bailey (Hrsg.): The Library of the Dead
- 2015 Ellen Datlow (Hrsg.): Fearful Symmetries
- 2014 Eric J. Guignard (Hrsg.): After Death...
- 2013 Mort Castle & Sam Weller (Hrsg.): Shadow Show
- 2012 John Skipp (Hrsg.): Demons: Encounters with the Devil and His Minions, Fallen Angels, and the Possessed
- 2011 Ellen Datlow & Nick Mamatas (Hrsg.): Haunted Legends
- 2010 Christopher Conlon (Hrsg.): He Is Legend: An Anthology Celebrating Richard Matheson
- 2009 Vince A. Liaguno & Chad Helder (Hrsg.): Unspeakable Horror
- 2008 Gary Braunbeck & Hank Schwaeble (Hrsg.): Five Strokes to Midnight
- 2007 Joe R. Lansdale (Hrsg.): Retro Pulp Tales / John Skipp (Hrsg.): Mondo Zombie
- 2006 Del Howison & Jeff Gelb (Hrsg.): Dark Delicacies
- 2005 Ellen Datlow, Kelly Link & Gavin J. Grant (Hrsg.): The Year's Best Fantasy and Horror: Seventeenth Annual Collection
- 2004 Elizabeth Monteleone & Thomas F. Monteleone (Hrsg.): Borderlands 5
- 2003 John Pelan (Hrsg.): The Darker Side: Generations of Horror
- 2002 Brian A. Hopkins (Hrsg.): Extremes 2: Fantasy and Horror from the Ends of the Earth
- 2001 Ellen Datlow & Terri Windling (Hrsg.): The Year's Best Fantasy and Horror: Thirteenth Annual Collection
- 2000 Al Sarrantonio (Hrsg.): 999: New Stories of Horror and Suspense
- 1999 Stefan R. Dziemianowicz, Robert Weinberg & Martin H. Greenberg (Hrsg.): Horrors! 365 Scary Stories

### Nonfiction Book (Sachbuch)
- 2020 Lisa Kröger & Melanie R. Anderson: Monster, She Wrote: The Women Who Pioneered Horror and Speculative Fiction
- 2019 Joe Mynhardt & Eugene Johnson: It's Alive: Bringing Your Nightmares to Life
- 2018 Grady Hendrix: Paperbacks from Hell
- 2017 Ruth Franklin: Shirley Jackson: A Rather Haunted Life
- 2016 Stephen Jones: The Art of Horror
- 2015 Lucy A. Snyder: Shooting Yourself in the Head for Fun and Profit: A Writer's Survival Guide
- 2014 William F. Nolan: Nolan on Bradbury: Sixty Years of Writing about the Master of Science Fiction
- 2013 Lisa Morton: Trick or Treat: A History of Halloween
- 2012 Rocky Wood: Stephen King: A Literary Companion
- 2011 Gary A. Braunbeck: To Each Their Darkness
- 2010 Michael Knost: Writers Workshop of Horror
- 2009 Lisa Morton: A Hallowe'en Anthology
- 2008 Jonathan Maberry & David F. Kramer: The Cryptopedia: A Dictionary of the Weird, Strange & Downright Bizarre
- 2007 Kim Paffenroth: Gospel of the Living Dead: George Romero's Visions of Hell on Earth / Michael Largo: Final Exits: The Illustrated Encyclopedia of How We Die
- 2006 Stephen Jones & Kim Newman: Horror: Another 100 Best Books
- 2005 Judi Rohrig: Hellnotes
- 2004 Thomas F. Monteleone: The Mothers and Fathers Italian Association
- 2003 Ramsey Campbell: Ramsey Campbell, Probably: Essays on Horror and Sundry Fantasies
- 2002 Brian Keene (Hrsg.): Jobs in Hell
- 2001 Stephen King: On Writing
- 2000 Paula Guran (Hrsg.): DarkEcho
- 1999 Paula Guran (Hrsg.): DarkEcho Vol. 5 #1-50
- 1998 Stanley Wiater: Dark Thoughts: On Writing
- 1997 S. T. Joshi: H.P. Lovecraft: A Life
- 1996 Mike Ashley & William G. Contento: The Supernatural Index
- 1994 Robert Bloch: Once Around the Bloch: An Unauthorized Autobiography
- 1993 Christopher Golden (Hrsg.): Cut! Horror Writers on Horror Film
- 1992 Stephen Jones (Hrsg.): Clive Barker's Shadows in Eden
- 1991 Stanley Wiater: Dark Dreamers: Conversations with the Masters of Horror
- 1990 Harlan Ellison: Harlan Ellison's Watching / Stephen Jones & Kim Newman: Horror: 100 Best Books
- 1988 Muriel Spark: Mary Shelley

### Short Non-Fiction
- 2020 Gwendolyn Kiste: Magic, Madness, and Women Who Creep: The Power of Individuality in the Work of Charlotte Perkins Gilman

### Comic Book, Graphic Novel, Or Other Illustrated Narrative (Comic, graphischer Roman und illustrierte Erzählung)
- 2020 Colleen Doran & Neil Gaiman Neil Gaiman’s Snow, Glass, Apples
- 2019 Victor LaValle, Dietrich Smith & Joana Lafuente: Victor LaValle's Destroyer
- 2018 Damian Duffy & Octavia E. Butler: Kindred: A Graphic Novel Adaptation
- 2017 James Chambers: Kolchak the Night Stalker: The Forgotten Lore of Edgar Allan Poe
- 2016 Sam Weller & Mort Castle (Hrsg.): Shadow Show: Stories in Celebration of Ray Bradbury
- 2015 Jonathan Maberry & Tyler Crook: Bad Blood
- 2014 Caitlín R. Kiernan: Alabaster: Wolves
- 2013 Rocky Wood & Lisa Morton: Witch Hunts: A Graphic History of the Burning Times
- 2012 Alan Moore: Neonomicon
- 2005 Jai Nitz: Heaven's Devils
- 2004 Neil Gaiman: The Sandman: Endless Nights
- 2003 Robert Weinberg: Nightside Issues 1-4
- 2002 (nicht vergeben)
- 2001 Alan Moore: The League of Extraordinary Gentlemen
- 2000 Neil Gaiman, Yoshitaka Amano (Ill.): The Sandman: The Dream Hunters
- 1999 (nicht vergeben)

### Screenplay (Filmdrehbuch)
- 2020 Jordan Peele: Us
- 2019 Meredith Averill: The Haunting of Hill House: The Bent-Neck Lady
- 2018 Jordan Peele: Get Out
- 2017 Robert Eggers: The Witch
- 2016 David Robert Mitchell: It Follows
- 2015 Jennifer Kent: The Babadook
- 2014 Glen Mazzara: The Walking Dead: Welcome to the Tombs
- 2013 Joss Whedon & Drew Goddard: The Cabin in the Woods
- 2012 Jessica Sharzer: American Horror Story: Afterbirth
- 2005 Charlie Kaufman, Michel Gondry & Pierre Bismuth: Eternal Sunshine of the Spotless Mind / Simon Pegg & Edgar Wright: Shaun of the Dead
- 2004 Don Coscarelli: Bubba Ho-Tep
- 2003 Brant Hanley: Frailty
- 2002 Christopher Nolan & Jonathan Nolan: Memento
- 2001 Steven Katz: Shadow of the Vampire
- 2000 M. Night Shyamalan: The Sixth Sense
- 1999 Bill Condon: Gods and Monsters / Alex Proyas: Dark City

### Work For Younger Readers (Kinder- und Jugendbuch)
- 2005 Clive Barker: Abarat: Days of Magic, Nights of War / Steve Burt: Oddest Yet
- 2004 J. K. Rowling: Harry Potter and the Order of the Phoenix
- 2003 Neil Gaiman: Coraline
- 2002 Yvonne Navarro: The Willow Files 2
- 2001 Nancy Etchemendy: The Power of UN
- 2000 J. K. Rowling: Harry Potter and the Prisoner of Azkaban
- 1999 Nancy Etchemendy: Bigger Than Death

### Poetry Collection (Gedichtsammlung)
- 2020 Linda D. Addison & Alessandro Manzetti: The Place of Broken Things
- 2019 Sara Tantlinger: The Devil's Dreamland
- 2018 Christina Sng: A Collection of Nightmares
- 2017 Stephanie M. Wytovich: Brothel
- 2016 Alessandro Manzetti: Eden Underground
- 2015 Tom Piccirilli: Forgiving Judas
- 2014 Marge Simon, Rain Graves, Charlee Jacob & Linda Addison: Four Elements
- 2013 Marge Simon: Vampires, Zombies & Wanton Souls
- 2012 Linda Addison: How to Recognize a Demon Has Become Your Friend
- 2011 Bruce Boston: Dark Matters
- 2010 Lucy A. Snyder: Chimeric Machines
- 2009 Bruce Boston: The Nightmare Collection
- 2008 Linda Addison: Being Full of Light, Insubstantial / Charlee Jacob & Marge Simon: Vectors: A Week in the Death of a Planet
- 2007 Bruce Boston: Shades Fantastic
- 2006 Michael Arnzen: Freakcidents / Charlee Jacob: Sineater
- 2005 Corrine De Winter: The Women at the Funeral
- 2004 Bruce Boston: Pitchblende
- 2003 Mark McLaughlin, Rain Graves & David Niall Wilson: The Gossamer Eye
- 2002 Linda Addison: Consumed, Reduced to Beautiful Grey Ashes
- 2001 Tom Piccirilli: A Student of Hell

### Alternative Forms (andere Formen)
- 2005 Tom Piccirilli: The Devil's Wine
- 2004 Michael Arnzen: The Goreletter (http://www.gorelets.com)/
- 2003 Steve Rasnic Tem & Melanie Tem: Imagination Box
- 2002 Beth Gwinn & Stanley Wiater: Dark Dreamers: Facing the Masters of Fear

### Other Media (andere Medien)
- 2001 Patricia Lee Macomber, Steve Eller, Sandra Kasturi & Brett A. Savory: Chiaroscuro
- 2000 Harlan Ellison: I Have No Mouth and I Must Scream (Hörbuch)
- 1999 (nicht vergeben)
- 1994 Joe R. Lansdale: Jonah Hex: Two Gun Mojo

### Specialty Press Award (Sonderpreis für Zeitschriften)
- 2016 Borderlands Press
- 2015 ChiZine Publications
- 2014 Gray Friar Press
- 2013 Jerad Walters, Centipede Press
- 2007 PS Publishing
- 2006 Necessary Evil Press
- 2005 Delirium Books, Shane Ryan Staley
- 2004 Earthling Publications, Paul Miller
- 2003 Night Shade Books, Jason Williams & Jeremy Lassen
- 2001 Subterranean Press, William K. Schafer
- 2000 Ash-Tree Press, Barbara Roden & Christopher Roden
- 1999 Gauntlet Publications, Barry Hoffman
- 1998 Cemetery Dance, Richard Chizmar

### Special Trustee Award (Sonderpreis des Kuratoriums)
- 2004 Robert Weinberg
- 1994 Vincent Price

### President’s Award (Sonderpreis des Präsidenten)
- 2016 Patrick Freivald & Andrew Wolter
- 2015 Tom Calen, Brock Cooper & Doug Murano
- 2014 J. G. Faherty
- 2013 James Chambers
- 2006 Lisa Morton
- 2004 Lee Thomas

### Silver Hammer Award
- 2016 Michael Knost
- 2015 Rena Mason
- 2014 Norman Rubenstein
- 2013 Charles Day

### Mentor Award
- 2016 Tim Waggoner
- 2015 Kathryn Ptacek